# Assunção Cristas
Maria da Assunção de Oliveira Cristas Machado da Graça (Luanda, 28 de septiembre de 1974) es una jurista,  profesora y política portuguesa. Fue ministra de Agricultura, Mar, Medio Ambiente y Ordenación del Territorio de 2011 a 2015.
Assunção Cristas está casada con Tiago Pereira dos Reis Machado da Graça, es madre de cuatro hijos y afirma ser católica practicante.
Se licenció en Derecho por la universidad de Lisboa en 1997 y se doctoró posteriormente en la universidad Nueva de Lisboa en 2005 donde fue profesora desde esa fecha. Entre octubre de 2002 y 2005 fue directora del gabinete de Política Legislativa y Planificación del ministerio de Justicia por la entonces ministra Celeste Cardona.
En cuanto a su actividad política, fue presidenta del CDS-PP desde finales de 2015 hasta comienzos de 2020, partido en el que milita desde 2007. Fue coordinadora del programa electoral en las elecciones legislativas de septiembre de 2009 y desde ese año es diputada en la Asamblea de la República por la circunscripción de Leiría.